# Aramu
Aramu, auch Arame oder Arama, war zwischen 858 und 844 v. Chr. urartäischer König. Er ist damit der erste historisch bekannte Herrscher des neu entstandenen urartäischen Staates im Bereich des Van- und Urmiasees. Er unterlag in mehreren Schlachten dem assyrischen König Šulmanu-ašared III. Es wird vermutet, dass die Gründung von Tušpa auf Aramu zurückzuführen ist.